# Eugène Bléry
Eugène Stanislas Alexandre Bléry, né le 3 mars 1805 à Fontainebleau et mort le 7 juin 1887 à son domicile dans le 6e arrondissement de Paris, est un graveur français. La postérité ne semble retenir de lui que le fait qu'il ait été le maître de Charles Meryon.

## Biographie

### L'artiste débutant
Fils d'un officier supérieur du Génie, Eugène Bléry est né le 12 ventôse an XIII (3 mars 1805) à Fontainebleau où son père était professeur de mathématiques et de fortifications à l’École militaire. Sa jeunesse se passa à Saint-Cyr, où l'école avait été transférée. Il s'essaya à dessiner, prit quelques leçons de peinture, et commença aussi quelques études d'architecture. En 1827, la comtesse de Montalivet le chargea de donner des cours de mathématiques à son fils Charles au château de Lagrange en Berry ; Bléry y passa trois ans, utilisant ses vacances pour voyager en Auvergne, dans le Dauphiné, dans le Midi de la France. L'éditeur Gaugain publia ses premières lithographies exécutées d'après les croquis pris pendant ses voyages. En 1830, il refusa toutes les offres d'emploi pour se consacrer à l'étude du paysage. Il voyagea alors en Auvergne, en Dauphiné, en Suisse, en Piémont.

### L'aquafortiste
De passage à Lyon en 1836, il y découvre les eaux-fortes de Jean-Jacques de Boissieu. Pour lui c'est une révélation. À une époque où cette technique est peu prisée — on lui préfère alors la technique du burin — il va devenir un maître de l'eau-forte. Plus tard, il recommande à Balthazar Jean Baron, venu le consulter, de s'intéresser à cet artiste.

### Le paysagiste amoureux des sous bois et autres frondaisons
Encouragé par la famille de Montalivet, aidé par des souscriptions, il peut se consacrer à sa passion : la gravure de paysages, plus particulièrement à des études d'arbres et de plantes sauvages, s'inscrivant en précurseur, à une époque où la gravure sert encore à représenter des portraits ou des scènes de genre. En quarante deux années de labeur, il va graver près de trois cents planches reprenant toujours ses thèmes favoris.

### Le travail en plein air à la manière des impressionnistes et des peintres de l'école de Barbizon
Eugène Bléry sera parmi les premiers artistes de l'époque à aller travailler en plein air : « Il emporte sur le motif ses plaques préparées et les griffes directement "sur nature même". » Il fréquentera alors des lieux que découvriront bientôt les impressionnistes et les peintres de l'école de Barbizon, (la forêt de Fontainebleau et de Senlis), s'intéressant déjà à ces paysages qui vont devenir à la mode.

### Le professionnel rigoureux gravant et imprimant lui-même ses planches
On sait qu'Eugène Bléry portait une grande attention à toutes les étapes de la réalisation de l'estampe. Il ne conservera et ne mettra jamais sur le marché que des épreuves définitives, considérant les états intermédiaires comme indignes d'être vendus. Il détruira ainsi quatre-vingt-deux de ses planches jugées de mauvaise qualité.
D'autre part, ce qui est exceptionnel, il prendra toujours la peine de tirer lui-même sur sa presse l'ensemble de ses épreuves.

### Un artiste reconnu et apprécié de son vivant
Dès 1835, il commence à participer au Salon : ses œuvres y seront régulièrement accrochées jusqu'en 1870. En 1840, il obtient une médaille de troisième classe, en 1841, une médaille de deuxième classe, en 1842, une médaille de première classe. En 1846, sa participation au Salon est récompensée par la Légion d'honneur. Outre la reconnaissance des officiels « il connut ... de son vivant l'engouement du public. »

### Un artiste solitaire
Malheureusement pour sa notoriété, à aucun moment on ne le voit s'associer à un quelconque mouvement avant-gardiste : bien que travaillant à leur manière, à leur proximité géographique, il ne se liera jamais avec les peintres de l'école de Barbizon ni avec les impressionnistes. Il aurait pu légitimement devenir un pilier  de la société internationale des Aquafortistes créée en 1862 à l'instar de Félix Bracquemond or il n'en fera jamais partie (ce qui est d'autant plus étonnant quand on connaît les rapports qu'entretenaient Charles Meryon, l'élève d'Eugène Bléry, et Félix Bracquemond).

## Œuvre

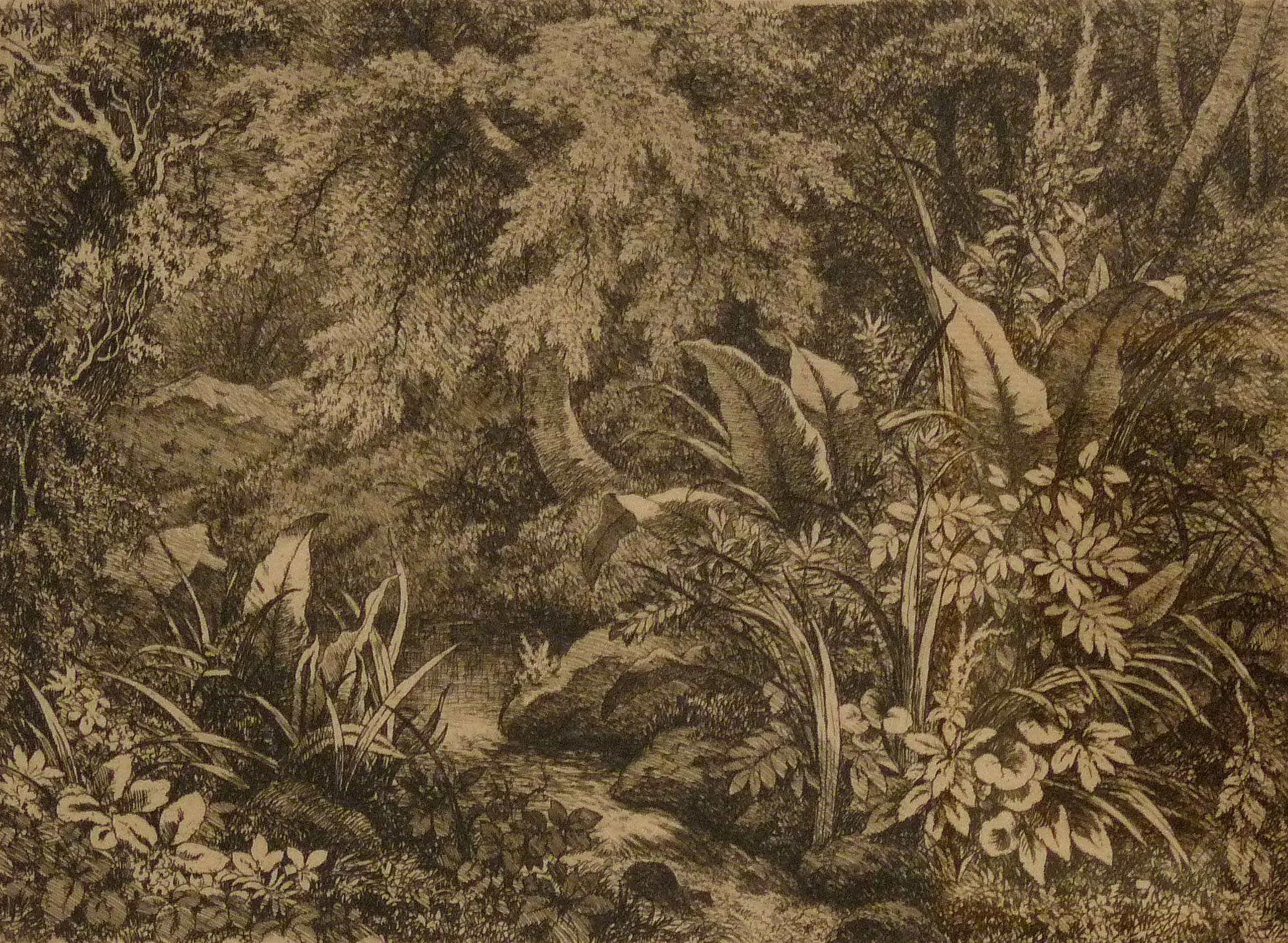
E. Bléry, Ruisseau, eau-forte, 1865.

Eugène Bléry nous a laissé deux cent six planches. Dans un catalogue très précis qu'il nous a légué (un exemplaire est conservé à la BNF un autre chez le marchand parisien Prouté) il divise son travail en deux séries, l'une constituée de cent quarante gravures (deux leur seront rajoutées par Henri Béraldi) intitulée Paysages, l'autre constituée de soixante six gravures intitulée : Plantes ainsi qu'une troisième série constituée de neuf gravures (Paysages). Outre ces gravures recensées et décrites par le maître, il existe encore quelques tirages de travaux dont les planches ont été détruites par Bléry lui-même, au nombre de quatre-vingt-deux. À ce travail de gravure, il faut ajouter quelques dessins, quelques lithographies et un tableau (conservé au musée de Chicago).

### Liste d'œuvres
Un inventaire encore en cours indique à minima 50 oeuvres de cet artiste dans les collections du Château-Musée de Nemours.
- Les Laveuses à Saint-Julien-de-Bonneville, 1838, Ber. no 9, coll. pers. (voir l’œuvre)
- Les Trois Chênes (grande étude), 1839, Ber. no 16, coll. pers. (voir l’œuvre)
- Le Bouleau, 1840, Ber. 23, coll. pers. (voir l’œuvre)
- Le Hêtre, 1840, Ber. no 24, coll. pers. (voir l’œuvre)
- Le Genèvrier, 1840, Ber. no 26, coll. pers. (voir l’œuvre)
- La Vourgine, ou la Laveuse, 1843, Ber. no 43, coll. pers. (voir l’œuvre)
- Le Chemin de Garnes près de Senlisse, 1849, Ber. no 74, coll. pers. (voir l’œuvre)
- Le "Ruysdael" ou le Chemin en Forêt , 1851, Ber. no 88, coll. pers. (voir l’œuvre)
- Le Merisier de la Mare, près du Moulin des Bouillons à Senlisse, 1853, Ber. no 92, coll. pers. (voir l’œuvre)
- Bords du Loing (près de Nemours), 1860, Ber. no 108, coll. pers. (voir l’œuvre)
- Le Ruisseau aux deux arbres penchés, 1860, Ber. no 110, coll. pers. (voir l’œuvre)
- Bardane et Bryone, 1840, Ber. no 141, coll. pers. (voir l’œuvre)
- Roseaux et Bryones, 1845, Ber. no 147, coll. pers. (voir l’œuvre)
- La Fougère au Plantain d'Eau, 1845, Ber. no 148, coll. pers. (voir l’œuvre)
- Ronce et Lierre, 1845, Ber. no 150, coll. pers. (voir l’œuvre)
- La Vigne au puits, ou le Cep de Vigne, 1845, Ber.no 152, coll. pers. (voir l’œuvre)
- Le Château de Brevannes, vue de trois-quarts, 1845, suppt 4, coll. pers. (voir l’œuvre)
- Vue de Montreux et du Château Chillon sur le lac de Genève, 1838, Ber. 12, collection Conseil départemental de la Haute-Savoie. (voir l’œuvre).

### Conservations de l'œuvre

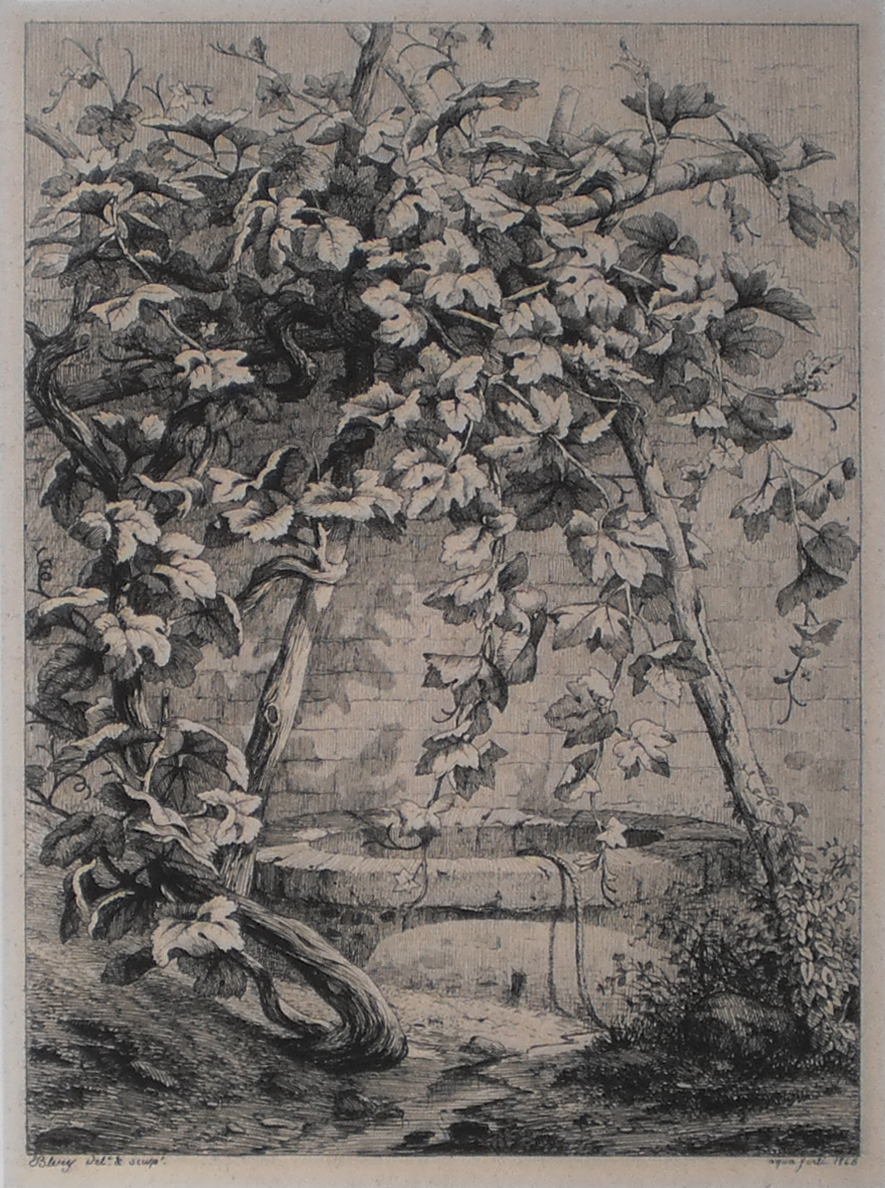
E. Bléry, La Vigne au Puits, ou Le Cep de Vigne, 1845.

Un exemplaire de la presque totalité des gravures qu'Eugène Bléry a produites est conservé à la Bibliothèque nationale de France sous la cote yb3 312 (les planches, elles, le sont à la chalcographie du Louvre). Le British Museum quant à lui a mis en ligne une collection de cent quatre-vingt-dix gravures de cet artiste, complétée par vingt-cinq lithographies du maître et quelques dessins. On trouve des estampes de Bléry exposées dans nombre de musées principalement situés outre-Manche ou outre-Atlantique : au musée des beaux-arts de Boston, à l'Harvard Art Museum of Cambridge, au Metropolitan Museum of Art de New York, à l'Art Institute of Chicago, au musée d'art d'Indianapolis, au Fizwilliam Museum of Cambridge, au Smith College Museum of Art of Northampton, à l'University of Michigan Museum, au Cleveland Museum of Art ainsi qu'au musée d'art et d'histoire de Genève, au musée d'Aubigny d'Auvers-sur-Oise et au musée des beaux-arts du Canada à Ottawa.
Plusieurs estampes ont été proposées au public par le musée d'Orsay lors d'une exposition intitulée La Forêt et les peintres (avril 2007).
Ces dernières années, des estampes de Bléry ont fait partie de plusieurs grandes ventes publiques : vente du 9 juillet 2003 à Drouot, étude Tajan ; vente collection Pierre Miquel du 3 avril 2004, Drouot ; ventes H. M. Petiet du 20 octobre 2005 et 5 décembre 2013, Drouot, étude Piasa ; vente du 21 septembre 2011, palais abbatial de Royaumont, par Christie's Paris ; vente du 8 novembre 2012, Drouot, étude Ader ; vente du 18 avril 2013, Lyon, étude de Baecque et associés.